# 木俣和子
木俣 和子（きまた かずこ、1935年 - 1977年5月21日）は、日本の映画会社経営者である。夫・木俣堯喬が代表取締役を務めたプロダクション鷹、日東テレビ映画両社の創立に関わり、前者の専務取締役総務部長、後者の常務取締役総務部長を務めた。

## 人物・来歴
1935年（昭和10年）、東京府（現在の東京都）に生まれる。
1951年（昭和26年）4月、東京都立目黒高等学校に進学、同校在学中、平岡斗南夫（1910年 - 1989年）の舞踏研究所や板橋区内の幼稚園を会場にして、瀬戸口寅雄（1906年 - 1987年）を校長に迎えて木俣堯喬が開いていた私塾「希望の教室」に参加する。1954年（昭和29年）3月、同高校を卒業した。同年、木俣が前妻と離婚し、山崎真一郎（1906年 - 1990年）に招かれて東映京都撮影所の契約俳優になり、端役を務めながら彫刻に打ち込むことになり、「希望の教室」は解散、木俣は京都市右京区嵯峨甲塚町1番地に転居した。同年、父を失う。1955年（昭和30年）5月15日、当時40歳であった木俣と満20歳で結婚する。彫刻家として二紀会に作品を発表し、銅像の受注製作を行う木俣を支え、当時小学生だった木俣の長男・堯美（和泉聖治、1946年 - ）と次男を育てる日々を送る。
1965年（昭和40年）4月17日、木俣堯喬が京都府京都市右京区の自宅に設立した日東テレビ映画株式会社の常務取締役総務部長に就任、続いて同年6月1日、同地に設立された株式会社プロダクション鷹の専務取締役総務部長に就任する。同年、長男・堯美が高校を卒業している。『映画年鑑1967』等の資料には、同年12月に公開され藤川亜紀や火鳥こずえらが出演した『すすり泣く肌』（『すゝり泣く肌』、脚本堀江和夫、製作ユニフロント、配給新東宝映画）の監督として「木俣和子」という人物がクレジットされているが、木俣堯喬の単著『浅草で春だった』には、和子が他社で映画の演出を行ったような記述は存在しない。1968年（昭和43年）、プロダクション鷹は大蔵映画の社長・大蔵貢から大蔵系配給中止宣告を受け、自主配給に踏み切ることになり、和子の同社での役割も重くなり、文字通りの二人三脚で木俣とともに同社を経営した。1969年（昭和44年）前後、京都から東京の渋谷区千駄ヶ谷に転居するとともに、長男・堯美（和泉聖治）がプロダクション鷹の常務取締役に就任している。
1977年（昭和52年）5月21日、東京都渋谷区千駄ヶ谷の自宅で死去した。満41歳没。偶然であるが同日、映画監督・映画プロデューサーの本木荘二郎も東京都新宿区の自宅で亡くなっている。